# Liste der Geotope im Landkreis Görlitz
Diese Liste enthält die Geotope im Landkreis Görlitz.

| Name | Bild           | Geotop ID | Gemeinde / Lage | Beschreibung | Schutzstatus |
| --- | -------------- | --------- | --- | --- | ------------ |
| Ehemaliger Steinbruch Bernstadt |                | 511       | Bernstadt a. d. Eigen Westliches Stadtgebiet von Bernstadt, unterhalb der Friedrichsteins, am Nordhang des Pließnitz-Tals | Östliche Oberlausitz, Lausitz-Riesengebirgsscholle Aufschluss, aufgelassener Steinbruch Steinbruch mit anstehendem Ostlausitzer Biotitgranodiorit Typ Bernstadt (Biotit, Quarz, Plagioklas, Kalifeldspat); mittel- bis grobkörnig, Farbe blaugrau, zum Teil rotbraun; zahlreiche Klüfte; Intrusivkontakt mit Lausitzer Grauwacke                                                                            | unbekannt    |
| Knorrberg (Knotenberg o. Bitterlingsberg)                                                                                               |                | 924       | Bernstadt a. d. Eigen, Dittersbach a.d.Eigen 1 km östlich Dittersbach an der Eigen | Östliche Oberlausitz, Lausitz-Riesengebirgsscholle Aufschluss, Steinbruch Lagert 80 m über den Granodiorit; Basaltdecke als Oberflächenerguß mit fünf- bis sechsseitigen, sehr regelmäßig angeordneten Säulen, die nach oben spitz zusammenlaufen; steiles Einfallen der Säulen nach Süd bis Südwest; schräge Lagerung; an Hängen Hangschuttdecke                                                           | FND          |
| Koitsche | weitere Bilder | 16        | Bertsdorf-Hörnitz 700 m östlich von Hörnitz, 300 m südlich der Verbindungsstraße Hörnitz – Großschönau | Östliche Oberlausitz, Lausitz-Riesengebirgsscholle Aufschluss, Phonolithsteinbruch Phonolithsteinbruch an der Koitsche; Phonilith als selbständige Kuppe; graue bis grünlichgraue Gesteine porphyrischer Struktur; plattige Ausbildung (2 cm bis 1 m) mit 30 – 50 ° Einfallen; Fremdeinschlüsse selten | FND          |
| Steinberg | weitere Bilder | 15        | Bertsdorf-Hörnitz 600 m nordwestlich Ortsausgang Bertsdorf (Richtung Saalendorf), 300 m nördlich der Verbindungsstraße Bertsdorf – Saalendorf                                                                                     | Östliche Oberlausitz, Lausitz-Riesengebirgsscholle Aufschluss 25 m hohe Kuppe auf Basalt; säulenförmige Ausbildung der Phonolithes (0,5-0,75 m starke und 45 ° nach SE gerichtete, quergeklüfte Säulen); nach Nordwest und West Übergang in 10 m mächtige Decke; Farbe der Grundmasse grau, grünlichgrau, gelblich-bräunlich                                                                                | FND          |
| Kux |                | 853       | Ebersbach-Neugersdorf Nördlich Ebersbach | Oberlausitzer Bergland, Lausitz-Riesengebirgsscholle Aufschluss Im mittelkörnigen Lausitzer Granodiorit nördlich von Ebersbach Quarzporphyrgang; Streichen Südwest-Nordost | FND          |
| Gipfelklippen der Klunst (Klunst) |                | 17        | Ebersbach-Neugersdorf 600 m nördlich Ebersbach, 300 m südlich der Bahnlinie | Oberlausitzer Bergland, Lausitz-Riesengebirgsscholle Aufschluss Grünilch bis bräunlichgrün gefärbte Gesteine; Berg (Diabaskuppe) „Klunst“ als langgestreckter Rücken mit schroffen Klippen; überragt Umgebung um 80 m; stark zerklüftetes Gestein; intensiver Steinbruchbetrieb gefährdet die schönen Gipfelklippen                                                                                         | ND           |
| Felsen im Stadtpark am Goldfischteich                                                                                                   |                | 110       | Görlitz Qam NE Stadtrand von Görlitz | Östliche Oberlausitz, Lausitz-Riesengebirgsscholle Aufschluss, freistehende Felsen |              |
| Steinbruch im Loen'schen Grund |                | 111       | Görlitz Am südwestlichen Stadtrand von Görlitz | Östliche Oberlausitz, Lausitz-Riesengebirgsscholle Aufschluss, Steinbruch | ---          |
| Basaltblöcke im Stadtpark |                | 114       | Görlitz Zwei Basaltblöckei m Stadtpark, westlich des Lenneweges | Östliche Oberlausitz, Lausitz-Riesengebirgsscholle Aufschluss, behauene Basaltblöcke | ND           |
| Steinbruch am Nordrand Klingewalde |                | 115       | Görlitz Unmittelbar nördlich Klingewalde | Östliche Oberlausitz, Lausitz-Riesengebirgsscholle Aufschluss, Steinbruch | ---          |
| Neißehang zwischen Obermühle und Brauerei (Neißehänge)                                                                                  |                | 116       | Görlitz 600 m südlich vom Stadtpark, 400 m westlich der Obermühle | Östliche Oberlausitz, Lausitz-Riesengebirgsscholle Relief / Landschaft Block- und Geröllhalden | ---          |
| Felsrücken am Eschengrund |                | 117       | Görlitz 300 m westlich Weinhübel, am südwestlichen Rand von Görlitz | Östliche Oberlausitz, Lausitz-Riesengebirgsscholle Aufschluss, Felsrücken | ---          |
| Steinbruch am Steinberg |                | 112       | Görlitz Südwestlicher Stadtrand von Görlitz (Oberhof), 1,5 km östlich der Landeskrone | Östliche Oberlausitz, Lausitz-Riesengebirgsscholle Aufschluss, Steinbruch | ---          |
| Basaltsäulen an der Landeskrone (Landeskrone)                                                                                           |                | 113       | Görlitz Südwestlich der Siedlung Landeskrone, von der Verbindungsstraße südlich Landeskrone-Schlauroth führt ein Weg links ab direkt auf den Gipfel                                                                               | Östliche Oberlausitz, Lausitz-Riesengebirgsscholle Aufschluss, Basaltsäulen Zweigipfelige, in Nord-Süd-Richtung gestreckte Quellkuppe, die sich etwa 170 m über dem Lausitzer Granodiorit erhebt; fünf- bis sechsseitige Säulen von mehreren 10 m Durchmesser; Grundmasse besteht aus Augit, Nephelin und Magnetit mit großen Olivin-Einschlüssen                                                           | NSG          |
| Granodiorit an der Uferstraße (Uferstraße, Ochsenbastei)                                                                                |                | 513       | Görlitz 300 m vom Nordrand des Stadtparks | Östliche Oberlausitz, Lausitz-Riesengebirgsscholle Aufschluss | unbekannt    |
| Ludwigsdorf, Bruch 4, (Schieferbruch) (Bruch 4, (Schieferbruch))                                                                        |                | 719       | Görlitz, Ludwigsdorf 1,8 km westlich Ober-Neundorf zwischen Eisenbahnlinien | Oberlausitzer Heide- und Teichgebiet, Lausitz-Riesengebirgsscholle Aufschluss Westnordwest-Ostsüdost-steichender Horst kambrischer Gesteine; Mächtigkeit der Kalke und Tonschichten bis 400 m als ehemaige Riff- und Schwellenbildungen; unterer Kalkstein als Dolomit mit Verkarstungserscheinungen; oberer Kalkstein plattig und tonig, flasrig; im Hang. Fossilfunde; Tonschiefer; tektonische Störungen | unbekannt    |
| Ludwigsdorf; Bruch 1 |                | 720       | Görlitz, Ludwigsdorf 600 m westlich Nieder-Ludwigsdorf, 600 m östlich Bahnlinie | Oberlausitzer Heide- und Teichgebiet, Lausitz-Riesengebirgsscholle Aufschluss Kalksteinbruch mit unterkambrischen Schichten: Kalksteinbänken und fossilführende Tonschiefer | unbekannt    |
| Steinbruch am Jahnsberg (Jahnsberg) |                | 18        | Großschönau 500 m südwestlich Großschönau, westlich der Bahnlinie Varnsdorf-Großschönau | Östliche Oberlausitz, Lausitz-Riesengebirgsscholle Aufschluss, Steinbruch Phonolith, grünlich bis bräunlichgraue Farbe; hier plumpe, säulenförmige Absonderung (seltener als plattige Absonderung); 8 – 10 m lange und 0,3 – 1 m dicke Säulen; lassen sich jedoch durch Querklüftung leicht in Platten spalten                                                                                              | FND          |
| Ottoberg von Waltersdorf |                | 599       | Großschönau, Waltersdorf b. Zittau 500 m südwestlich von Waltersdorf, auf dem Ottoberg | Zittauer Gebirge, Lausitz-Riesengebirgsscholle Aufschluss Älteste Basalteruption in der Lausitz; überdeckt den Granit und Sandstein sowie die Lausitzer Hauptverwerfung | unbekannt    |
| Lausche, ehem. Steinbruch Sonneberg (Steinbruch Sonnenberg?)                                                                            |                | 725       | Großschönau, Waltersdorf b. Zittau Identisch mit 726 | Zittauer Gebirge, Elbezone Aufschluss Phonolith über basaltischen Deckenerguß und Tuffen; darunter oberturoner Kreidesandstein | ND           |
| Weberbergschuttstrom im Pfarrflösseltal (Weberschuttstrom)                                                                              |                | 915       | Großschönau, Waltersdorf b. Zittau Pfarrföseltal nicht gefunden; Koordinatenpunkt 1,8 km westlich Waltersdorf, 250 m nördlich der Eisgassen                                                                                       | Zittauer Gebirge, Lausitz-Riesengebirgsscholle Aufschluss, Blockschuttstrom Blockschuttstrom | unbekannt    |
| Wändebrüche und Mittelsteinbruch (Mittel- und Wändesteinbrüche)                                                                         |                | 918       | Großschönau, Waltersdorf b. Zittau 500 westlich vom südlichen Ortsausgang Waltersdorf | Zittauer Gebirge, Elbezone Aufschluss | unbekannt    |
| Alter Steinbruch |                | 930       | Großschönau, Waltersdorf b. Zittau 1,3 km westlich vom südlichen Ortsasgang Waltersdorf, östlich vom Weberweg | Zittauer Gebirge, Lausitz-Riesengebirgsscholle Aufschluss, Steinbruch Sandsteinbruch; weißgrauer, etwas poröser Sandstein, fein- bis mittelkörnig; Harnische mit Gleitflächen, deuten auf die Lausitzer Überschiebung hin | unbekannt    |
| Höllebergbruch |                | 931       | Großschönau, Waltersdorf b. Zittau 1 k westlich vom südlichen Ortsausgang Waltersdorf | Zittauer Gebirge, Elbezone Aufschluss Sandsteinbruch | unbekannt    |
| Leichensteinbruch (Leichensteinbrüche)                                                                                                  |                | 932       | Großschönau, Waltersdorf b. Zittau 400 m westlich vom südlichen Ortsausgang Waltersdorf | Zittauer Gebirge, Elbezone Geohist. Objekt Sandsteinbruch | ---          |
| Sängerhöhe (Unglücksstein) |                | 935       | Großschönau, Waltersdorf b. Zittau 400 m westlich Waltersdorf | Zittauer Gebirge, Lausitz-Riesengebirgsscholle Aufschluss 100 m langer, 30 m breiter Gang im tertiären Lapillituff; 20 m hohe, schroffe und mehr oder weniger horizontal liegende Säulen; Bergbauversuche entlang der Lausitzer Störungszone in den vergangenen Jahrhunderten; die Wismut bohrte erfolglos nach Uran                                                                                        | unbekannt    |
| Sandsteinsäulchen an den Lauschewiesen                                                                                                  |                | 59        | Großschönau, Waltersdorf b. Zittau Am Nordosthang der Lausche 500 m südwestlich von Waltersdorf | Zittauer Gebirge, Elbezone Aufschluss, Sandsteinsäulen | ND           |
| Gletscherschliff |                | 19        | Großschweidnitz Am nordöstlichen Ortsrand, am Bachufer hinter der Schule | Östliche Oberlausitz, Lausitz-Riesengebirgsscholle Aufschluss Quartäre Gletscherschrammen (sehr schmal bis bandbreit) verlaufen in einer Länge von 2,5 – 3 m vollkommen parallel zueinande; auf Granodiorit; spiegelglatte Flächen; deutlich zu erkennen ein Schliff, gekritzt in Richtung N 35 ° | ND           |
| Grenzmühle von Kleinschweidnitz (Gränzmühle)                                                                                            |                | 512       | Großschweidnitz Kleinschweidnitz, Grenzmühle am Steinweg, am Löbauer Wasser | Östliche Oberlausitz, Lausitz-Riesengebirgsscholle Aufschluss, vermutlich Felsgebilde Felsen mit rekristallisiertem Seidenberger Granodiorit; Beanspruchung durch die Intrusion des jüngeren Westlausitzer (Demitzer) Granodiorit; flächenhaft gneisähnliche Textur; Gestein von mehreren basischen Gängen (Lamprophyre) durchzogen                                                                         | unbekannt    |
| Hutberg |                | 20        | Hainewalde Nordöstlich Hainewalde (200 m nordöstlich Charlottenruh) und 500 m nordwestlich des Lauschehübels | Östliche Oberlausitz, Lausitz-Riesengebirgsscholle Aufschluss, Steinbruch Kleiner Steinbruch am Hutberg; Phonolithkuppe; bläulichgraue, selten hellgraue Farbe; Gestein mit porphyrischer Struktur und muscheligem Bruch; Absonderung in unregelmäßigen, vieleckigen Säulen (circa 0,75 m dick) | FND          |
| Phonolithgang im Basalt bei Neuhörnitz                                                                                                  |                | 597       | Hainewalde, Hörnitz An der Großschönau-Zittauer Straße; 700 m südöstlich Bahnhof Hainewalde | Östliche Oberlausitz, Lausitz-Riesengebirgsscholle Aufschluss Tephritischer Phonolith als Gang in einem Basalt (Nephelinbasanit oder Nephelin-Feldspatbasalt); dunkelgrau, enthält undatierte, spärliche Einprenglinge basaltischen Augits | FND          |
| Kleiner Nonnenwald |                | 840       | Herrnhut, Bernstadt a. d. Eigen Im Kleinen Nonnenwald (?) | Östliche Oberlausitz, Lausitz-Riesengebirgsscholle Aufschluss Kleiner Steinbruch am Westrand isoliert inmitten pleistozäner Deckschichten vorkommenden Grauwackenschiefers (Nonnenwaldscholle); Kontakthof eines Tiefengeteins (Seidenb. Granodiorit); Gestein sehr einheitlich, hellgrüngrau; ungleichmäßig splitternder Bruch                                                                             | unbekannt    |
| Großer Berg |                | 908       | Herrnhut, Großhennersdorf 600 m östlich vom südlichen Bereich Großhennersdorf | Östliche Oberlausitz, Lausitz-Riesengebirgsscholle Aufschluss, Blockmeer Blockmeer aus säulenförmigen Basalt; Basaltdecke; durch intensive mechanische Verwitterung (Frostverwitterung) Entstehung der Blockhalde an Südwest- und Nordseite des Großen Berges, 40 x 100 m große baum- und strauchfreie Geröllfläche (steinernes Meer)                                                                       | unbekannt    |
| Ziegeleibruch Friedensthal |                | 58        | Herrnhut, Strahwalde 300 m nordöstlich Friedensthal, zwischen Obercunnersdorf und Strahwalde | Östliche Oberlausitz, Lausitz-Riesengebirgsscholle Aufschluss, Sandsteinsäulen Pleistozäne Sande, Lehme und Tone; seit der Gutsherrschaft in Neufriedersdorf Ziegelei; pleistozäne Ablagerungen der Spreeaue: Geschiebelehme und Bändertone | FND          |
| Westlicher Steinbruch Weinberg |                | 833       | Horka 1,1 km östlich Ober-Horka am Osthang des Weinberges, 500 m östlich der Bahnlinie | Oberlausitzer Heide- und Teichgebiet, Lausitz-Riesengebirgsscholle Aufschluss, Steinbruch Steinbruch, Effusiver Porphyrit (Vulkanit), dicht bis sehr feinkörnig, rotbraun, braunviolett oder grauviolett; massig bis fluidale Textur | unbekannt    |
| Östlicher Steinbruch Weinberg (Ehemaliger Steinbruch Weinberg)                                                                          |                | 526       | Horka 1,4 km östlich Ober Horka, 700 m östlich der Eisenbahn | Oberlausitzer Heide- und Teichgebiet, Lausitz-Riesengebirgsscholle Aufschluss, aufgelassener Steinbruch Effusiver Porphyrit (Vulkanit), dicht bis sehr feinkörnig, rotbraun, braunviolett oder grauviolett; massige bis fluidale Textur | unbekannt    |
| Heideberg |                | 841       | Kodersdorf 1,5 km östlich Wiesa, 900 m westlich Rengersdorf | Östliche Oberlausitz, Lausitz-Riesengebirgsscholle Geohist. Objekt, Halde Kieselschiefer-Hornstein-Konglomerat des Unterkarbon, durch den Königshainer Stockgranit kontaktmetamorph beeinflußt: Konglomerat steil aufgerichtet und 0,7 m mächtig, flach nach Osten einfallender Quarzgang mit Kobalt-Mn-Erz als Differenziationsprodukte der Granits                                                        | unbekannt    |
| Faltung am Autobahneinschnitt |                | 489       | Kodersdorf Kodersdorf, OT Rengersdorf zwischen Nieder-Rengersdorf und Ober-Rengersdorf, 1,2 km ostsüdöstlich Feldhäuser | Östliche Oberlausitz, Lausitz-Riesengebirgsscholle Aufschluss Auf circa 80 m Länge abwechselnd Kieselschiefer-Hornstein-Konglomerat, Grauwacken und dunkelgrüne Tonschiefer, die stark verschuppt sind; in der Mitte spitzwinklige Falte; in Nähe kontaktmetamorphe Überprägung durch Königshainer Stockgranit; Lausitzer Hauptverwerfung                                                                   | unbekannt    |
| Quirlberg |                | 835       | Kodersdorf, Wiesa 600 m nördlich Wiesa | Oberlausitzer Heide- und Teichgebiet, Lausitz-Riesengebirgsscholle Aufschluss Klein- bis mittelkörniger Granodiorit; durch tektonische Einflüsse bedingt, erhielt der Hornblendegranodiorit seine heutige Lage zwischen den Schiefern der Görlitzer Synklinoriums und dem Königshainer Stockgranit, von dem er kontaktmetamorph beeinflußt wurde                                                            | unbekannt    |
| Rabenstein |                | 850       | Kodersdorf, Wiesa 1,3 km südlich Wiesa im Wiesaer Forst 800 m nordwestlich vom Ortsausgang Thiemendorf | Östliche Oberlausitz, Lausitz-Riesengebirgsscholle Aufschluss Biotit-Monzogranit (Typ Wiesa), hornblendeführend, gleichmäßig mittelkörnig und zum Teil porphyrisch; kontaktmetamorph beeinflußt durch der Königshainer Stockgranit | LSG          |
| Steinbruch Königshain II (Fürstenstein)                                                                                                 |                | 1136      | Königshain 1,3 km nördlich Königshain, östlich vom ehemaligen Fürsten- oder Scheffelstein | Östliche Oberlausitz, Lausitz-Riesengebirgsscholle Aufschluss, Steinbruch Steinbruch mit anstehendem Königsnainer Granit; vorwiegend feinkörnig; gleichförmiges, grauweißes bis dunkelbläulichgraues Gestein; Absonderung in regelmäßigen, flachen Bänken; gut entwickete Lagerklüfte ermöglichen gute Teilbarkeit; Quarzgänge                                                                              | unbekannt    |
| Totenstein (Todtenstein (nach TK 25))                                                                                                   | weitere Bilder | 859       | Königshain 800 m nördlich vom nordwestlichen Ortsausgang Königshain | Östliche Oberlausitz, Lausitz-Riesengebirgsscholle Aufschluss Isoliert stehende Felsengruppe der Königshainer Berge (Königshainer Granit alsTeil des Lausitzer Granitmassivs); porphyrische Struktur, mittelkörnig, helle Farbe; kulturhistorische Felsen, Zeugnisse in Museum der Städtischen Kunstsammlungen Görlitz                                                                                      | NSG          |
| Felsenklippen des Hochsteins (Hochstein)                                                                                                |                | 514       | Königshain 700 m nordwestlich vom nordwestlichen Ortausgang Königshain | Östliche Oberlausitz, Lausitz-Riesengebirgsscholle Aufschluss, Felsenklippen Felsgruppe im Gipfelbereich der Hochsteins (60 m², 10 m hoch); Wollsackverwitterung; Schlieren und Drusen (Quarz, Feldspat); Kontaktmetamorphose mit Laus; Granodiorit; früher am Hang der Berges Abbau der Granites in Steinbrüchen für historische Bauwerke                                                                  | NSG          |
| Steinbruch Königshain I (Jenichen) |                | 1135      | Königshain 500 m nordwestlich von Königshain | Östliche Oberlausitz, Lausitz-Riesengebirgsscholle Aufschluss, Steinbruch Steinbruch mit anstehendem Königshainer Granit; hellgrau und fein- bis mittelkörnig; gute quaderartige Teilbarkeit ermöglicht Gewinnung von kubikmetergroßen Blöcken; an der Westseite der Bruches Lamprophyrgang | unbekannt    |
| Kottmar (Kupper) |                | 852       | Kottmar, Eibau 1,5 km nordöstlich Walddorf | Oberlausitzer Bergland, Lausitz-Riesengebirgsscholle Aufschluss Langgestreckte Bergkuppe; nördlichstes, großflächiges Phonolithvorkommen der Oberlausitz; auf Granitplateau 40 – 50 m mächtige Phonolithdecke; fünf- bis sechsseitige Säulen, klobig ausgebildet; Farbe graugrün, sehr feinkörnig; teilweise plattig und gute Spaltbarkeit                                                                  | unbekannt    |
| Steinbruch Lehder |                | 1139      | Kottmar, Niedercunnersdorf Südwestlich von Niedercunnersdorf, am Nordhang des Galgenberges | Lausitz-Riesengebirgsscholle Aufschluss, Steinbruch Circa 500 m langer und circa 60 m breiter Lamprophyrgang im Lausitzer Granodiorit; Steinbruchbetrieb bis 1961; Gestein grobkörnig und dunkelgrünlichgrau | unbekannt    |
| Brummerfels (Brummerfelsen (nahe Albertfelsen))                                                                                         |                | 600       | Kurort Jonsdorf Südlich Kurort Jonsdorf, westlich Kellerberg, nahe Albertfelsen | Zittauer Gebirge, Elbezone Aufschluss, Sandsteinsäulen Felsengruppe im NSG Jonsdorfer Felsenstadt; gehört zu den skurrilen Felsen wie auch der Bernhardiner, der Dackel und der Löwe, alle leicht zu erwandern | ND           |
| Basaltgang am Nonnenfelsen | weitere Bilder | 28        | Kurort Jonsdorf 500 m südwestlich Kurort Jonsdorf, nordwestlich der Mühlsteinbrüche | Zittauer Gebirge, Elbezone Aufschluss, Felsen mit Basaltgang Felsgruppe im Naturschutzgebiet Jonsdorfer Felsenstadt; ragen circa 100 m über das Pochebach-Tal; durch Denutation und Tiefenerosion entstandene morphologische Formen, vielgestaltige und stark geklüftete Felsen; Sandstein von Basaltgängen durchsetzt                                                                                      | ND           |
| Große und Kleine Orgel (Kleine und Große Orgel, Große und Kleine Orgeln)                                                                | weitere Bilder | 45        | Kurort Jonsdorf Südwestlich Jonsdorf, im NSG Jonsdorfer Feldsenstadt, am Orgelsteig | Zittauer Gebirge, Elbezone Aufschluss, Felsen „Orgelpfeifen“, senkrecht stehende Säulen; stengelige Sandsteinausbildung sonst untypisch; „Große Orgel“ 5 x 9 m, "Kleine Orgel "Durchmesser 2 m, Höhen 2 m; Säulen circa 15 cm stark, hier Säulen schöner; in Nähe Steinbruchbetrieb seit 1560 | ND           |
| Schwarzes Loch (Mühlsteinbruch „Schwarzes Loch“)                                                                                        | weitere Bilder | 27        | Kurort Jonsdorf 500 m südlich Kurort Jonsdorf | Zittauer Gebirge, Elbezone Aufschluss, Steinbruch Im Naturschutzgebiet Jonsdorfer Felsenstadt; großer Sandsteinbruch (westlichster Mühlsteinbruch); Sandsteinsäulen und Umwandlung in Mühlensteinquader durch die Glutwirkung der vulanischen Magmas auf der Südseite der Ganges | FND          |
| Zeisigsteine |                | 22        | Kurort Jonsdorf Nordwestlich Kurort Jonsdorf, 100 m westlich der Straße Jonsdorf-Großschönau | Zittauer Gebirge, Elbezone Aufschluss Eruptivgänge unweit der Lausitzer Überschiebung; verkieselter Sandstein mit großer Härte und Widerstandsfähigkeit | ND           |
| Humboldtfelsen |                | 23        | Kurort Jonsdorf Im Steinbruch Schwarzes Loch (Geotop 27), 700 m südlich Kurort Jonsdorf | Zittauer Gebirge, Lausitz-Riesengebirgsscholle Aufschluss, Felsenklippe Im Schwarzen Bruch („Schwarzes Loch“), Basaltsäule (6 – 8 m), beim Abbau stehengeblieben; Säulen horizontal, Basaltstiel freistehend (Höhe 5 m); reich an zerspratzten Sandsteinfragmenten; kreisrunde Form; im Laufe der Zeit Teile abgestürzt                                                                                     | ND           |
| Kellerbergbruch (Kühlsteinbruch „Kellerberg“)                                                                                           |                | 24        | Kurort Jonsdorf Auf der Kellerberg, südwestlich Kurort Jonsdorf | Zittauer Gebirge, Elbezone Aufschluss, aufgelassener Steinbruch Liegt im NSG Jonsdorfer Felsenstadt; Steinbruch auf dem Kellerberg; mächtiger stockförmiger Nephelinbasalt, welcher den Sandstein gehärtet, zum Teil säulenförmig zerklüftet und zum Teil in festen Mühlsteinquader umgewandelt hat, besonders an der West- und Südwestflanke                                                               | FND          |
| Mühlsteinbrüche | weitere Bilder | 579       | Kurort Jonsdorf 500 m südlich Kurort Jonsdorf | Zittauer Gebirge, Elbezone Aufschluss, aufgelassene Steinbrüche Landschaftlich reizvolles Felsengebiet mit tiefen Steinbrüchen; tertiäre Vulkanitgänge und- schlote; Sandstein: säulenförmig, lichtgrau, mittelkörnig bis grobkonglomeratisch, quarzreich; Kontaktwirkung mit heißer Lava | ND           |
| Weißer Felsen (Steinbruch Weißer Felsen)                                                                                                |                | 912       | Kurort Jonsdorf | Zittauer Gebirge, Elbezone Aufschluss, Steinbruch Sandstein und Basaltgang, Bruch | unbekannt    |
| Lange-Holz-Steinbruch (Holzsteinbruch)                                                                                                  |                | 929       | Kurort Jonsdorf 1,5 km westlich Kurort Jonsdorf, 100 nördlich vom Hohlsteinweg | Zittauer Gebirge, Elbezone Aufschluss | unbekannt    |
| Lindnersteine |                | 904       | Kurort Jonsdorf Südöstlich Kurort Jonsdorf (?) | Zittauer Gebirge, Elbezone Aufschluss | unbekannt    |
| Zigeunerstuben |                | 914       | Südwestlich Kurort Jonsdorf, tiefe Kluft auf dem Weg zum Nonnenfelsen | Zittauer Gebirge, Elbezone Aufschluss Liegt im NSG Jonsdorfer Felsenstadt; etwa 100 m lange, 3 – 4 m breite und 20 – 30 m tiefe Felsenkluft (Kluft ehemals gefüllt mit vulkanischem Material, später herausgewittert); an der Wänden der Sandsteins dicke Eisenoxidkrusten | unbekannt    |
| Hieronymusstein |                | 916       | Kurort Jonsdorf Nordwestlich Neu-Jonsdorf, westlich der Pochebaches | Zittauer Gebirge, Elbezone Relief / Landschaft Liegt im reizvollen LSG; Sandsteinfelsen (Einzelfelsen); Imprägnation und Härtung durch Kieselsäure der magmatischen wässrigen Lösungen; Felsen der kantigen Typs; Schichtneigung 5 ° Südwest | unbekannt    |
| Roter Steinbruch |                | 919       | Kurort Jonsdorf 100 m östlich vom südlichen Ortsausgang Waltersdorf | Zittauer Gebirge, Elbezone Aufschluss Sandsteinbruch | unbekannt    |
| Haselsteinbruch |                | 928       | Kurort Jonsdorf 600 m östlich vom südlichen Ortsausgang Waltersdorf | Zittauer Gebirge, Elbezone Aufschluss Sandsteinbruch | unbekannt    |
| Die drei Tische (Drei Tische) |                | 25        | Kurort Jonsdorf Südlich Kurort Jonsdorf, nahe der Mühlsteinbrüche, aus ausgebauten Stufen ins Felsgebiet | Zittauer Gebirge, Elbezone Aufschluss, Sandsteinfelsen Felsengruppe im NSG Jonsdorfer Felsenstadt; Gipfel einer Felsgruppe, die von tischähnlichen Sandsteinplatten abgedeckt sind; durch Eisenerzanreicherung von Verwitterung verschont geblieben | ND           |
| Bruch am Weißen Felsen |                | 26        | Kurort Jonsdorf | Elbezone Aufschluss, aufgelassener Steinbruch Sandstein mit Phonolith- und Nephelinbasaltgängen; gehört zu den großen Mühlsteinbrüchen (Naturschutzgebiet); Durchbruch einer größeren und einer kleinen Basaltgruppe, denen die Sandsteinsäulen zugewendet sind; in der Nähe Orgelpfeifen | FND          |
| Sonnenbergsteinbruch (Steinbruch Sonnenberg)                                                                                            |                | 917       | Kurort Jonsdorf, Waltersdorf b. Zittau 500 m östlich vom südlichen Ortsausgang Waltersdorf | Zittauer Gebirge, Elbezone Geohist. Objekt, Steinbruch Sandsteinbruch; bedeutendes Steinbruchrevier vermutich seit dem 16. Jahrhundert ; in den untersten Sandsteinbänken viele Fossilien, hauptsächlich Muscheln, Inoceramen | unbekannt    |
| Blockhalde auf dem Hochstein |                | 188       | Lawalde, Cunewalde 1,3 km nordwestlich Kleindehsa, 100 m nördlich vom Kriegsweg im Stadtwald | Oberlausitzer Bergland, Lausitz-Riesengebirgsscholle Relief / Landschaft Hochstein östlich Eckpfeiler des Czornebohzuges mit matratzenförmig ausgebildeten Felstürmen auf dem Gipfel; besonders am Südhang Blockmeere; im Zweiglimmergranodiorit zahlreiche Einschlüsse kontaktmetamorpher Grauwacke; Blöcke durch Verwitterung besonders in Kaltzeiten entstanden                                          | FND          |
| Hochstein |                | 508       | Lawalde, Kleindehsa 1,5 km nordwestlich Kleindehsa, 200 m nördlich Kriegsweg im Stadtwald | Oberlausitzer Bergland, Lausitz-Riesengebirgsscholle Aufschluss Hochstein als östlicher Eckpfeiler des Czornebohzuges mit matratzenförmig ausgebildeten Felstürmen auf dem Gipfel; waagerechte Bankungsfugen als Entlastungsklüfte, daneben viele senkechte Klüfte; zahlreiche Einschlüsse kontaktmetamorpher Grauwacke                                                                                     | ND           |
| Sandgrube an der Grundmoräne bei Streitfeld                                                                                             |                | 631       | Lawalde 500 m westlich Streitfeld, 1,5 km östlich Obercunewalde | Oberlausitzer Bergland, Lausitz-Riesengebirgsscholle Aufschluss, Sandgrube Pleistozäne Sand- und Kiesablagerungen als Decke (bis 40 m mächtig); mit Geschiebelehm über dem Lausitzer Granodiorit; Sande und Kiese in einer Grube gewonnen; Ortsteil Sand bbesteht aus pleistozänen Kiesen, teilweise von Sandwasser ausgeräumt                                                                              | unbekannt    |
| Steinbruch Israel |                | 1119      | Schönbach 1 km nördlich der Ortsmitte von Schönbach, direkt an der Ostseite der Landstraße Schönbach – Neudorf | Oberlausitzer Bergland, Lausitz-Riesengebirgsscholle Aufschluss, Steinbruch Sehr kleiner (12 x 18 m) Steinbruch in einem Lamprophyrgang im Lausitzer Granodiorit; Gestein von grünlichgrauer Farbe, nach der Tiefe dunkler werdend; Absonderung in Form von Findlingen, unregelmäßig gestaltete Blöcke, vvon Gesteinsgrus umgeben                                                                           | unbekannt    |
| Richterberg-Steinbruch | weitere Bilder | 29        | Leutersdorf 300 m nördlich Neuspitzkunnersdorf, westlich der Sraße Neuspitzkunnersdorf – Neumittelleutersdorf | Östliche Oberlausitz, Lausitz-Riesengebirgsscholle Aufschluss, Steinbruch Phonolith-Steinbruch mit säulenförmiger Ausbildung (schwach geneigt nach Südosten); graue bis grünlichgraue Farbe und porphyrische Struktur | FND          |
| Großer Stein (Goethekopf) | weitere Bilder | 56        | Leutersdorf, Spitzkunnersdorf 1 km südlich Josephsdorf | Östliche Oberlausitz, Lausitz-Riesengebirgsscholle Relief / Landschaft, Felskuppe Gratartiger Berg mit sogenanntem Goethekopfprofil; Basalt (Nephelinbasanit), darüber Phonolith (stockförmig) als jüngste Aktivität der Vulkanismus; in halbmeterdicken, geklüfteten Platten; Rettung der Berges vom Großabbau durch Naturschutz                                                                           | FND          |
| Weißer Stein (Karaseckhöhle) |                | 57        | Leutersdorf, Spitzkunnersdorf 600 m südlich Spitzkunnersdorf | Östliche Oberlausitz, Lausitz-Riesengebirgsscholle Aufschluss, Felsenklippen Circa 6 m hoher Quarzitfelsen, Teil des Rumburg-Hainewalder Quarzganges (30 km lang); Nordwest/Südost-Streichen, parallel zur Lausitzer Störung; feinkörnig dichtes Gestein, witterungsbeständig; weiße, gelbliche und rötliche bis bräunliche Farbe; ungleiche Härte                                                          | ND           |
| Georgewitzer Skala | weitere Bilder | 857       | Löbau, Georgewitz Skala beginnt unmittelbar nördlich Georgewitz-Bellwitz | Oberlausitzer Gefilde, Lausitz-Riesengebirgsscholle Aufschluss Engtal der Löbauer Wassers circa 30 m tief ins Lausitzer Granitmassiv eingeschnitten; steile Hänge; zahlreiche Klüfte gliedern die Felsen in quaderförmige Blöcke; unterhalb Georgewitz im Gestein mehrere Gänge (Lamprophyre, Glimmerporphyrit)                                                                                             | NSG          |
| Sandgrube an der Löbauer Grundmoräne |                | 630       | Löbau, Georgewitz 400 m östlich Georgewitz-Billwitz | Oberlausitzer Gefilde, Lausitz-Riesengebirgsscholle Aufschluss, Sandgrube Sandgrube, Löbauer Grundmoräne mit Schmelzwassersedimenten einheimischen und nordischen Ursprungs; Auflagerung auf Granodiorit und Grauwacke | unbekannt    |
| Kleine Landeskrone |                | 31        | Löbau, Großdehsa Wenige Kilometer westlich von Löbau, 600 m südlich Großdehsa | Oberlausitzer Gefilde, Lausitz-Riesengebirgsscholle Relief / Landschaft, Felsenklippe Natusrchutzgebiet; Basaltkegel (langgestreckte, zweigipfelige Quellkuppe) im nordöstlichsten Teil der Oberlausitzer Hügellandes; senkrechte mehrseitige plumpe Säulen; am Gipfel Basaltschuttdecken (Verwitterung) – früher Landeskrone höher                                                                         | FND          |
| Bubenik und Löwenköpfchen | weitere Bilder | 724       | Löbau, Großdehsa 1 km südwestlich Großdehsa, südlich Landeskrone | Oberlausitzer Gefilde, Lausitz-Riesengebirgsscholle Relief / Landschaft Naturschutzgebiet; 50 m Erhöhung über granodioritischen Umgebung; Basalt: fünf- bis sechsseitige, schräg geneigte Säulen, mehrere 10 m Durchmesser; zwei Ergüsse erkennbar: deckenförmig, danach Quellkuppenbildung; an Ostseite der Bruches Restwand                                                                               | ND           |
| Slontschen (Slontschenberg) |                | 152       | Löbau, Lauske b. Weißenberg 400 m östlich Nußberg-Lauske | Oberlausitzer Gefilde, Lausitz-Riesengebirgsscholle Aufschluss, Steinbruch Isolierte kegelförmige Basaltkuppe; Hänge laufen allmählich nach Norden und Westen aus; im säulenförmigen Basalt (Nephelinbasanit) granitische Fremdgesteinseinschlüsse und längliche Poren mit strahligen Zeolithen | FND          |
| Löbauer Berg, Steinbrüche am Südwesthang                                                                                                |                | 907       | Löbau 600 m östlich Löbau, nordöstlich der Herwigsdorfer Straße | Östliche Oberlausitz, Lausitz-Riesengebirgsscholle Aufschluss, Steinbrüche Größtes quellkuppenartiges Basaltvorkommen der Oberlausitz; mittel- grobkörnige Grundmasse mit Nephelin als Feldspatvertreter; blaugrau bis rotbraune Farbe; drei Basaltsteinbrüche, säulenförmige und darüber plattenförmige Ausbildung                                                                                         | LSG          |
| Löbauer Berg, Großes Steinmeer, Gipfelbereich                                                                                           |                | 855       | Löbau 1 km östlich Löbau | Östliche Oberlausitz, Lausitz-Riesengebirgsscholle Aufschluss, Blockmeer und Gipfelklippen Im gesamten Gipfelbereich mächtige weichseleiszeitliche Schuttdecken mit mächtigem Blockwerk als steinerne Meere; mittel- bis grobkörnige Struktur der Basaltes; Sonderstellung unter den basaltischen Gesteinen der Oberlausitz                                                                                 | FND          |
| Löbauer Berg, Basaltklippen-Geldkeller                                                                                                  | weitere Bilder | 30        | Löbau Hauptsächlich im Bereich des Schafberges; Löbauer Berg und Schafberg östlich von Löbau | Östliche Oberlausitz, Lausitz-Riesengebirgsscholle Aufschluss, Blockmeer und Gipfelklippen Basaltvorkommen mit Gang, über der Granodiorit; im Gipfelbereich Struktur grobkörniger (Dolerit); plattige Absonderung; abgestürzte Blöcke, die eine Felsgrotte bilden; Schuttdecken mit mächtigem Blockwerk von Doleriten                                                                                       | FND          |
| Spitzberg |                | 867       | Markersdorf, Deutsch Paulsdorf 800 m westlich Deutsch Paulsdorf | Östliche Oberlausitz, Lausitz-Riesengebirgsscholle Aufschluss Am Spitzberg tertiärer Nephelinbasanit; erhebt sich deutlich über seine Umgebung; Westlausitzer Granodiorit wird hier vom Rest einer ursprünglich ausgedehnten Basaltdecke überzogen; Einschlüsse von Granodiorit | unbekannt    |
| Friedersdorfer Berg |                | 866       | Markersdorf, Deutsch Paulsdorf 1,5 km westlich Friedersdorf | Östliche Oberlausitz, Lausitz-Riesengebirgsscholle Aufschluss Klunsen, Biotitgranodiorit; mittelkörniges, biotitreiches Tiefengestein mit tektonischen Beanspruchungen (zum Teil Mylonitzonen) | unbekannt    |
| Schwarzer Berg |                | 865       | Markersdorf, Jauernick-Buschbach 1 km südöstlich Jauernick-Buschbach | Östliche Oberlausitz, Lausitz-Riesengebirgsscholle Aufschluss Basaltgang im Seidenberger Granodiorit auf dem Gipfel der Schwarzen Berges; bildet nach Süden kleine Kuppe und ist gangförmig aufgeschlossen | unbekannt    |
| Zyklopenfelsen |                | 864       | Markersdorf, Jauernick-Buschbach westlich von Jauernick-Buschbach | Östliche Oberlausitz, Lausitz-Riesengebirgsscholle Aufschluss Felsgebilde aus Seidenberger Granodiorit in der Nähe der Ortschaft Jauernick | unbekannt    |
| Tagebau Berzdorf |                | 863       | Markersdorf, Jauernick-Buschbach Unmittelbar südöstlich Jauernick-Buschbach | Östliche Oberlausitz, Lausitz-Riesengebirgsscholle Aufschluss, Tagebaurestloch Braunkohlebecken im Zusammenhang mit der alpid. Gebirgsbildung; horizontal und lateral stark wechselnde Schichtenfolge limnisch-fluviatiler Sedimente mit mächtigen Kohleflözen; asche- und xylitreiche Kohle (10 – 40 m Bänke) mit tonigen Lagen                                                                            | unbekannt    |
| Schleekretscham |                | 913       | Mittelherwigsdorf, Eckartsberg Bei Höhe 310 im Nordteil von Eckartsberg, östlich der B 178 | Östliche Oberlausitz, Lausitz-Riesengebirgsscholle Aufschluss Basaltsteinbruch (Nephelinbasanit); Rest einer Basaltdecke; Gestein schwärzliche Farbe; porphyrische Struktur, vertikale Säulen 25 – 50 cm stark und mit Querklüftungen, dadurch kugelige Absonderung mit Verwitterungsbelägen, nach oben hin stärker werdend                                                                                 | unbekannt    |
| Basaltdurchbruch am Mandauknie |                | 933       | Mittelherwigsdorf 600 m südlich Viehbig (Mittelherwigsdorf) und 500 m nördlich Hörnitz am Mandauknie im Schülertal | Östliche Oberlausitz, Lausitz-Riesengebirgsscholle Aufschluss Landschaftsschutzgebiet Roschertal; Basalt an der Prallstelle der Mandau (Nephelinbasanit) in Form einer Kuppe; Gestein porphyrische Struktur; hier mit stellenweise verzweigten Phonilithgängen, teils senkrecht, teils circa 50 ° nach Nordwesten geneigt                                                                                   | ND           |
| Basaltschlot Mittelherwigsdorf |                | 910       | Mittelherwigsdorf 700 m südlich Niederoderwitz, 700 m nördlich der Felsenmühle, 100 m östlich der Bahnlinie | Östliche Oberlausitz, Lausitz-Riesengebirgsscholle Aufschluss Basaltschlot nahe der Bahnlinie; kleines Nephelinbasanit-Vorkommen | unbekannt    |
| Hohe Dubrau auf der Kreuzschenker Höhe (Hohe Dubrau, Kreuzschenker Hohe Dubrau)                                                         |                | 476       | Mücka, Groß-Radisch 1 km nördlich von Groß-Radisch, im Bereich der Kreuzschenker Höhe | Oberlausitzer Heide- und Teichgebiet, Lausitz-Riesengebirgsscholle Aufschluss Quarzitkomplex (feinkörnig, hellgrau) in Klippenzügen; kann bis zu 200 m mächtig werden; Sturmsandfazies hier aufgeschlossen; tekonisch Beanspruchung bewirkte Faltenbildung; starkes Einfallen nach Norden; plattig verwitternder Quarzit (Blockschutthalden)                                                                | NSG          |
| Steinbruch Beiersdorf |                | 1166      | Neusalza-Spremberg, Beiersdorf b. Löbau Etwa 1 km nördlich von Neusalza-Spremberg, nordwestlich des Hahnenberges | Oberlausitzer Bergland, Lausitz-Riesengebirgsscholle Aufschluss, Steinbruch Lamprophyrgang im Lausitzer Granodiorit; dunkelgrünlichgraue bis schwarzgrünlichgraue Farbe; Absonderung in wollsackförmigen Blöcken (Findlinge); Rohblöcke circa 0,75 m³; neben dem Gang im Bruch andere Gänge dunkleren Gesteins                                                                                              | unbekannt    |
| Wacheberg (Wachtberg?) |                | 854       | Neusalza-Spremberg, Friedersdorf b. Löbau Wacheberg (?) | Oberlausitzer Bergland, Lausitz-Riesengebirgsscholle Aufschluss Gangkreuz (?); kleines tertiäres, olivinführendes Nephelinbasanit-Vorkommen (Decken- und Ganggbsalt); in einem Steinbruch abgebaut; häufig kleine Granodioriteinschlüsse | unbekannt    |
| Steinbruch Hantusch |                | 1168      | Neusalza-Spremberg, Friedersdorf b. Löbau Südlich des Ortsausganges von Niederfriedersdorf, 250 m südwestlich der Verbindungsstraße Neusalza – Spremberg – Ebersbach, etwa 100 m südlich der Bahnlinie Dresden – Zittau           | Oberlausitzer Bergland, Lausitz-Riesengebirgsscholle Aufschluss, Steinbruch Steinbruch mit Lamprophyrgang im Lausitzer Granodiorit; Farbe: grünlichschwarz bis schwarzgrünich; Absonderung in 1 – 2,5 m-Bänken; in Längs- und Querrichtung dunkle, dichte, stark geklüftete Ganggesteine; Grenze zum Granodiorit aufgeschlossen                                                                             | unbekannt    |
| Hutzelberg |                | 1138      | Neusalza-Spremberg Unmittelbar südlich Neusalza-Spremberg, am Südosthang des Hutzelberges | Oberlausitzer Bergland, Lausitz-Riesengebirgsscholle Aufschluss, Steinbruch Steinbruch mit anstehendem Lamprophyr im Lausitzer Granodiorit; streicht Südost; Gestein gleichmäßig mittelkörnig, schwarz und dunkelgrau gesprenkelt; Gewinnung von großen Rohblöcken (0,25 – max. 1,5 m³) | unbekannt    |
| Steinbruch Wagner |                | 1127      | Neusalza-Spremberg Südwestlich von Neusalza-Spremberg, 500 m westlich der Landstraße nach Sonneberg, circa 800 m nordwestlich des Ortes Sonneberg, über Feldweg zu erreichen                                                      | Oberlausitzer Bergland, Lausitz-Riesengebirgsscholle Aufschluss, Steinbruch Steinbruch mit anstehendem mittelkörnigen Granodiorit, grauweiße Farbe, schwarze Einsprengungen; Abbau von großen Blöcken; Gewinnung von Werksteinen; seit 1962 stillgelegt, verwachsen | unbekannt    |
| Steinbruch Otto & Thiele |                | 1171      | Neusalza-Spremberg 500 m östlich der Sraße Oppach – Neusalza – Spremberg, am Südhang des Freundsberges, 500 m östlich Neooppach                                                                                                   | Oberlausitzer Bergland, Lausitz-Riesengebirgsscholle Aufschluss, Steinbruch Steinbruch mit anstehendem mittelkörnigen Biotitgranodiorit; grauweiße Farbe mit schwarzen Einsprengungen; unregelmäßig-polyedrische Absonderung; gute quaderartige Teilbarkeit | unbekannt    |
| Geiersberg |                | 33        | Oderwitz, Niederoderwitz 700 m östlich Niederoderwitz | Östliche Oberlausitz, Lausitz-Riesengebirgsscholle Aufschluss, aufgelassener Steinbruch Steinbruch mit grünlichgrauem Phonolith; als selbständige Kuppe; Deckenerguß und Ostrand des Oderwitzer Tertiärbeckens; Gestein mit porphyrischer Struktur; plattige Ausbildung, horizontal bis schräg (30 – 50 ° Neigung) mit heller Verwitterungsrinde                                                            | FND          |
| Gipfelklippen am Spitzberg |                | 34        | Oderwitz, Oberoderwitz 1,8 km nordwestlich Neuspitzkunnersdorf, 1,1 km südlich Viehbig (Oberoderwitz) | Östliche Oberlausitz, Lausitz-Riesengebirgsscholle Aufschluss, Felsklippe Phonolithgipfelklippen als selbständige Kuppe über Basalt; plattig an Nordseite und Südostseite Säulenbildung; porphyrische Struktur (feinkörnig bis dicht); Einsprenglinge vorwiegend Sanidin oder Anorthoklas; grau bis grünlichgraue Gesteinsfarbe                                                                             | ND           |
| Weißer Stein |                | 934       | Olbersdorf 800 m südöstlich Haltepunkt Jonsdorf (?) | Östliche Oberlausitz, Elbezone Aufschluss Verkieselter Sandstein (nahe der Lausitzer Überschiebung); Ausscheidung von Kieselsäure aus den wässrigen Lösungen der vulkanischen Magmen; Schichtneigung der Sandsteins 10 ° Südwest | unbekannt    |
| Ochsenstein |                | 920       | Olbersdorf 500 m südöstlich vom Haltepunkt Kurort Jonsdorf, 200 m südlich vom Mühlweg | Östliche Oberlausitz, Elbezone Aufschluss Sandstein | unbekannt    |
| Harnischfläche an der Wilden Wand |                | 909       | Olbersdorf Nordwestlich Kurort Oybin, im Bereich Ameisenberg/Bastei | Östliche Oberlausitz, Lausitz-Riesengebirgsscholle Aufschluss An einigen Stellen im Zittauer Gebirge (z. B. in den Wäldern zwischen Eichgraben und Kurort Jonsdorf) elsterkaltzeitliche Spiegel- und Harnischflächen auf dem Sandstein | unbekannt    |
| Hofeberg |                | 922       | Ostritz, Leuba Ascheabsatzbecken, Aufschluß verfüllt; 500 m nordwestlich von Leuba, am Hofeberg | Östliche Oberlausitz, Lausitz-Riesengebirgsscholle Aufschluss, Steinbruch, verfüllt Steinbruch mit anstehendem Nephelinbasanit; Teil der Leubaer Basaltdecke; im Bruch mehrere Basaltdecken (25 m mächtig), durch Tuffschichten gertrennt; mehr oder weniger säulige Absonderungen, oben unregelmäßig plattig; viele kleine Haarrisse im Gestein                                                            | unbekannt    |
| Stadtwaldbruch |                | 37        | Ostritz Am Nordende der Stadtwaldes, am Steinberg, 2 km westlich von Ostritz | Östliche Oberlausitz, Lausitz-Riesengebirgsscholle Aufschluss, Steinbruch Basaltdecke mit dunkelgsrauschwarzem Gestein; regelmäßige, deutliche sechseckige Säulen (10 – 15 m hoch) ; deutliche Quergliederung der Säulen, daher gute quaderartige Teilbarkeit; unter dem Basalt Tuff und Granodiorit; im Bruch Basaltrosen                                                                                  | FND          |
| Neuer Hutbergsteinbruch |                | 36        | Ostritz 500 m westlich Ostritz, südlich vom Hutberg, 600 m westlich der B 99 | Östliche Oberlausitz, Lausitz-Riesengebirgsscholle Aufschluss Basaltischer Deckenerguß auf dem Granodiorit; mit 5 – 6 seitigen, 0,3 m dicken Säulen, zurT. unregelmäßige Anordnung der Säulen | FND          |
| Quarzgang im Neißetal |                | 35        | Ostritz Neißetal westlich Kloster St. Marienthal, östlich (?) der Neiße | Östliche Oberlausitz, Lausitz-Riesengebirgsscholle Aufschluss Quarzreicher Rumburger Granit; durchadert von jüngeren, schwachen Quarztrümern; an nördlicher Seite des Ganges keine tektonische Beeinflussung der Granites, südlich jedoch Zermalmungserscheinungen (flasrig-schiefrig); technische Nutzung nicht gegeben                                                                                    | ND           |
| Opferbecken |                | 38        | Oybin Felsgebilde an der Kammstraße, 700 m südlich Kurort Oybin | Zittauer Gebirge, Elbezone Relief / Landschaft, Felsgebilde | ND           |
| Schildkröte |                | 39        | Oybin 1 km südöstlich vom südlichen Ortausgang Olbersdorf | Zittauer Gebirge, Elbezone Relief / Landschaft, Felsgebilde Felsgebilde im Zittauer Sandsteingebirge; Form einer Schildkröte | ND           |
| Muschelsaal (Muschelsaal an der Großen Felsengasse südwestlich Oybin)                                                                   |                | 48        | Oybin 600 m südöstlich Kurprt Oybin, an der Mönchskanzel, bei der Großen Felsengasse (Geotop 936); identisch mit Geotop 46 | Zittauer Gebirge, Elbezone Aufschluss, Sandsteinfelsen Sandstein mit Brauneisen-Vererzungen (Schwarten, Ringe, Bänder, Kugelschalen) auf den Kluftwänden; Südwest-Nordost-streichende Zerrüttungszone; Aufstieg basalt. und phonol. Schmelzen mit eisenhaltigen Thermen, Gasen und Dämpfen im Tertiär | ND           |
| Wackelstein |                | 43        | Oybin Von der Kleinen Felsengasse direkt zum Plateau der Felsgebildes Töpfer | Zittauer Gebirge, Elbezone Relief / Landschaft, Felsgebilde Sandsteinfelsengruppe auf dem Töpfer (Berg) im Zittauer Gebirge (herausgewitterte Formen); durch die Lausitzer Störung sekundär verkieselt; bienenwabenartige Oberfläche | ND           |
| Felsentor |                | 42        | Oybin In der Nähe der Töpferbaude unweit der Töpferberges | Zittauer Gebirge, Elbezone Relief / Landschaft, Felsgebilde Herausgewitterte, kantige Sandsteinfelsen, über eine Treppe besteigbar; durch die Lausitzer Störung sekundär verkieselter Sandstein, widerstandsfähiger gegen Verwitterung; Formen sind eckig und scharfkantig mit geraden Flächen (bizarre Felsfiguren)                                                                                        | ND           |
| Brütende Henne |                | 41        | Oybin Von der Kleinen Felsengasse direkt zum Plateau der Felsgebildes Töpfer | Östliche Oberlausitz, Elbezone Relief / Landschaft, Felsgebilde Nach Norden, Westen und Südosten steil abfallender zerklüfteter Sandsteinberg; herausgewitterte Sandsteinfelsen mit vielgestaltigen Formen; durch die Lausitzer Störung sekundär verkieselt, widerstandsfähiger gegen Verwitterung | ND           |
| Auerhahn |                | 40        | Oybin Von der Kleinen Felsengasse direkt zum Plateau der Felsgebildes Töpfer | Elbezone Relief / Landschaft, Felsgebilde Nach Norden, Westen und Südosten steil abfallender zerklüfteter Sandsteinberg; herausgewitterte Sandsteinfelsen mit vielgestaltigen Formen; durch die Lausitzer Störung sekundär verkieselt, widerstandsfähiger gegen Verwitterung | ND           |
| Rosensteine |                | 903       | Oybin Südöstlich von Oybin | Zittauer Gebirge, Elbezone Aufschluss Neben dem Kelchstein großes Felsgebilde südlich von Kurort Oybin (Rosenstein-Felsen); hier lagert grauer Sandstein rotem auf | unbekannt    |
| Blockfeld Oybin |                | 906       | Oybin 500 m nördlich Kurort Oybin | Östliche Oberlausitz, Elbezone Aufschluss, Blockfeld | unbekannt    |
| Kelchstein (Kelchstein südlich Oybin)                                                                                                   |                | 44        | Oybin | Zittauer Gebirge, Elbezone Relief / Landschaft, Felsgebilde Bekanntester Sandstein-Einzelfelsen des Zittauer Gebirges; eigenwillige Form mit Hohlkehlen, entstanden im Jungpleistozän durch Winderosion und Wassertätigkeit; Eisenoxide verursachten Rotfärbung (durch intensive vulkanische Tätigk; Im Tertiär)                                                                                            | ND           |
| Große Felsengasse |                | 936       | Oybin 800 m südöstl; Kurort Oybin, in Nähe Muschelsaal (Geotop 48) | Zittauer Gebirge, Elbezone Aufschluss Zwei hohe Felsmauern; Zerrüttungszone im Kreide-Sandstein; mit Brauneisenvererzungen (Nadeleisenerz) und Verkieselungen als postvulkanische Erscheinungen; am Westeingang der Großen Felsengasse befindet sich der Muschelsaal (Geotop 48) | unbekannt    |
| Denkmal „Feuersteinlinie“ („Feuersteinlinien“-Denkmal)                                                                                  |                | 728       | Oybin Kurpark-Anlage | Zittauer Gebirge, Elbezone Geohist. Objekt | ND           |
| Johannisstein (Basaltgang am Johannisberg)                                                                                              |                | 47        | Oybin 1 km südwestlich Kurort Oybin, 400 m nordwestlich von Hain | Zittauer Gebirge, Elbezone Aufschluss, Gang Sehr auffallender Basaltgang (Ost-West-streichend) im Kreidesandstein; 700 m lang, 10 – 15 m hoch und bis 5 m breit; als Mauer horizontal gelagerter Säulen über der Sandsteinfläche, da der Sandstein eher verwitterte | ND           |
| Quarzit von Horscha |                | 482       | Quitzdorf am See, Horscha 1 km östlich Horscha, südlich der Verbindungsstraße Horscha-Moholz | Oberlausitzer Heide- und Teichgebiet, Lausitz-Riesengebirgsscholle Aufschluss Steinbruch, Quarzit mit aufliegendem Miozän; 70 m mächtiger, ost-west-streichender und 15 bis 20 ° nach Norden einfallender Quarzit; im liegenden Rotschiefer und Hornsteine | unbekannt    |
| Pansberg |                | 845       | Quitzdorf am See, Horscha 1 km nordöstlich Horscha | Oberlausitzer Heide- und Teichgebiet, Lausitz-Riesengebirgsscholle Aufschluss, Steinbruch Graptolithen- und Kieselschiefer | unbekannt    |
| Kollmer Dubrau |                | 844       | Quitzdorf am See, Kollm nördlich Groß Radisch, 750 m östlich Hohe Dubrau | Oberlausitzer Heide- und Teichgebiet, Lausitz-Riesengebirgsscholle Aufschluss Dubrauquarzit; Quarzitplatte (Einfallen Ost-Nordost), feinkörniges und hellgraues Gestein in Klippenzügen; kann bis zu 200 m mächtig werden; Sturmsandfazies hier aufgeschlossen; spätere tektonische Beanspruchungen bewirkten Faltenbildung                                                                                 | NSG          |
| Steinbruch Dittmannsdorf | weitere Bilder | 1172      | Reichenbach/O.L., Dittmannsdorf b. Görlitz 800 m nordöstlich von Dittmannsdorf, 400 m nordwestlich vom Hochstein | Östliche Oberlausitz, Lausitz-Riesengebirgsscholle Aufschluss, Steinbruch Steinbruch im Königshainer Stockgranit zwischen Biesig und Arnsdorf; grauweiß und mittelkörnig mit dunklen Schlieren; Querklüfte (Nord-Süd) bedingen sehr gute Bankung und somit Gewinnung der Blöcke, Hauptspaltbarkeitsrichtung Ost-West                                                                                        | unbekannt    |
| Kiesgrube Krobnitz |                | 887       | Reichenbach/O.L., Krobnitz 1,8 km westlich Arnsdorf-Hilbersdorf, 1,8 km nordwestlich Krobnitz | Östliche Oberlausitz, Lausitz-Riesengebirgsscholle Aufschluss, Kiesgrube Kiesgrube, Schmelzwassersedimente | unbekannt    |
| Eichberg |                | 842       | Reichenbach/O.L., Mengelsdorf 1,3 km nördlich Mengelsdorf im Mengelsdorfer Forst | Östliche Oberlausitz, Lausitz-Riesengebirgsscholle Aufschluss, Gipfelklippen Gipfelklippen; mittelkörniger Königshainer Stockgranit, grau und milchigweiß gesprenkelt; Klüfte steil bis vertikal, orthogon; Kluftsystemen, matratzenähnliche Bänke bzw. Abtragungsreste; am West- und Nordwest-Hang Abbauwände und Halden ehemaliger Steingewinnung                                                         | unbekannt    |
| Zigeunerhöhle |                | 836       | Reichenbach/O.L., Meuselwitz b. Görlitz 500 m westlich Arnsdorf-Hilbersdorf | Östliche Oberlausitz, Lausitz-Riesengebirgsscholle Aufschluss, Steinbruch Zigeunerhöhle; südlich kleiner Steinbruch im Königshainer Stockgranit; helles, mittelkörniges Gestein; in der Nähe zerschlagene Blöcke eines Quarzganges (reich an Drusenräumen) | unbekannt    |
| Rotstein |                | 596       | Reichenbach/O.L., Sohland a. Rotstein Rosenbach-Bischdorf, 1,5 km östlich Sohland am Rotstein | Östliche Oberlausitz, Lausitz-Riesengebirgsscholle Aufschluss Teil eines größeren Bergmassivs; im zweitgrößten NSG Sachsens; 30 m mächtige Basaltdecke, die den Granodiorit hufeisenförmig überzieht; Südabfall, die Klunsen, bedeckt ein Blockmeer von Tephritblöcken (Verwitterung) | NSG          |
| Gemeindebruch Herwigsdorf |                | 1140      | Rosenbach, Herwigsdorf Etwa 4 km südöstlich von Löbau, circa 500 m vor dem Südausgang von Herwigsdorf, 250 m östlich der Ortsstraße, am Hölzelsteg                                                                                | Östliche Oberlausitz, Lausitz-Riesengebirgsscholle Aufschluss, Steinbruch Steinbruch mit mittelkörnigem Granodiorit; bläulich, schwarz und h.grau gesprenkelt; Absonderung in flachen 0,5 – 2,5 m mä; Bänken; quaderartige Teilbarkeit selten; im Bruch ein Lamprophyrgang (circa 1 m mächtig) und ein weiterer mit 0,5 m                                                                                   | unbekannt    |
| Hirschberg (Jelena Gora) |                | 49        | Rosenbach, Herwigsdorf 1,2 km vom südwestlich Ortsausgang Herwigsdorf | Östliche Oberlausitz, Lausitz-Riesengebirgsscholle Aufschluss, Quellkuppe/Gang Quellkuppe oder Teil eines von Südwest nach Nordost geneigten Ganges; Nephelinbasanit in säuliger Absonderung mit Schalen- und Kugelbildung (beginnende Verwitterung); Säulen flach nach Südosten geneigt; porphyrische Struktur mit Einsprenglingen (Olivinknollen, Granodiorit und Quarz)                                  | FND          |
| Schönauer Hutberg |                | 50        | Schönau-Berzdorf a. d. Eigen 700 m südöstlich Schönau, 500 m nördlich des Kleinen Hutberges | Östliche Oberlausitz, Lausitz-Riesengebirgsscholle Aufschluss, Steinbruch Steinbruch mit anstehendem Nephelinbasalt auf Granodiorit an der Nordsseite des Berges; dunkelgrau; sehr feinkörnig bis dicht mit einzelnen Einsprenglingen; Basaltdecke | FND          |
| Steinbruch Schönbach (Steinbruch Rätze & Voigt)                                                                                         |                | 1163      | Schönbach, Neusalza-Spremberg Etwa 2 km nordöstlich von Neusalza-Spremberg, circa 700 m westlich der Verbindungsstraße Neusalza – Spremberg – Schönbach – Löbau, im Wald                                                          | Oberlausitzer Bergland, Lausitz-Riesengebirgsscholle Aufschluss, Steinbruch Steinbruch mit anstehendem feinkörnigen Lamprophyr im Lausitzer Granodiorit; dunkelgrüne bis schwarze Farbe; Absonderung in unregelmäßig-polyedrischen Blöcken; in den oberen partien wollsackförmige Ausbildung (Findlinge) | unbekannt    |
| Steinbruch Hensel (Steinbruch Schönbach)                                                                                                |                | 1117      | Schönbach Westausgang von Schönbach, 1 km südöstlich Beiersdorf | Oberlausitzer Bergland, Lausitz-Riesengebirgsscholle Aufschluss, Steinbruch Steinbruch mit anstehendem mittelkörnigem Biotitgranodiorit; grauweiße Farbe mit schwarzen Einsprengungen; unregelmäßig-polyedrische Absonderung; steile Klüfte, häufig mittelgroße Blöcke mit guter quaderartigen Teilbarkeit; ein Lamprophyrgang                                                                              | unbekannt    |
| Steinbruch Kumpf & Co. |                | 1118      | Schönbach 2 km westsüdwestlich vom Bahnhof Schönbach, 1,1 km südlich Schmiedethal | Oberlausitzer Bergland, Lausitz-Riesengebirgsscholle Aufschluss, Steinbruch Steinbruch mit anstehendem mittelkörnigen Biotitgranodiorit; Gestein gleichmäßig iIn Farbe (grauweiß), Korngröße und Mineralbestand; Absonderung unregelmäßig-polyedrisch; große stichfreie Blöcke mit guter quaderartiger Teilbarkeit                                                                                          | unbekannt    |
| Ehemaliger Steinbruch in Kunnersdorf (Geiersberg, ehemaliger Steinbruch am Geiersberg bei Kunnersdorf)                                  |                | 485       | Schöpstal, Kunnersdorf b. Görlitz nördlicher Bereich von Kunnersdorf | Östliche Oberlausitz, Lausitz-Riesengebirgsscholle Aufschluss, aufgelassener Steinbruch Kieselschiefer-Hornstein-Konglomerat (etwa 200 m mächtig), durch tektonische Störung getrennt vom oberen devon. Kalkstein und Tonschiefern; Gerölle wenig gerundet aus dem Altpaläozoikum und zumgroßen Teil aus dem Lausitzer Granodiorit-Massiv; klassischer Lausitzer Aufschluss                                 | unbekannt    |
| Kalkbruch Kunnersdorf (Bruch 5, (Kalkbruch Kunnersdorf))                                                                                |                | 862       | Schöpstal, Kunnersdorf b. Görlitz 1,7 km vom nördlichen Ortsausgang Kodersdorf | Oberlausitzer Heide- und Teichgebiet, Lausitz-Riesengebirgsscholle Aufschluss Steinbruch mit unterem (massig, gelblich weiß) Kalkstein, oberem Kalkstein (blaugrau, plattig, flasrig), darüber Tonschiefer (rötlichgrau, sandig) mit Trilobiten; typische Ausbildgung; Schwellen- und Beckenfazies; komplexe tektonische Verhältnisse; Überschiebung und Verfaltung                                         | unbekannt    |
| Siebenhufen |                | 861       | Schöpstal, Kunnersdorf b. Görlitz Am südlichen Ortsausgang Kunnersdorf an der Scheibe | Östliche Oberlausitz, Lausitz-Riesengebirgsscholle Aufschluss, Straßenböschung Straßenböschung mit Anschnitt der Lausitzer Grauwacke; langgestreckter Aufschluß gilt als Typuslokalität der Görlitzer Schichten im unteren Bereich der Lausitzer Grauwacken; feinkörnige Grauwacke und fast gleichförmige und feinklastische Schiefer                                                                       | unbekannt    |
| Frenzelsberg (Frenzelsberg, Typuslokalität für „Nephelin-Tephrit“)                                                                      |                | 54        | Seifhennersdorf 1 km südlich Rumburk, 1,5 km westlich Seifhennersdorf | Oberlausitzer Bergland, Lausitz-Riesengebirgsscholle Aufschluss, Steinbruch Steinbruch, internationaler Normaltypus der Nephelin-Tephritgruppe der Basaltes, olivinfrei bzw.- arm; kegelbildender Basaltstiel mit säulig abgesondertes Gestein (unregelmäßig begrenzte Säulen) | FND          |
| Polierschieferhalden am Richterberg (4 Polierschieferhalden am Richterberg; AKA: 4 Halden der ehem. Polierschiefergrube am Richterberg) |                | 55        | Seifhennersdorf 4 Polierschieferhalden 800 m südwestlich vom Richterberg, 500 m östlich von Lauterbau | Östliche Oberlausitz, Lausitz-Riesengebirgsscholle Geohist. Objekt, Halden 40 bis 50 Meter mächtige Schichtenfolge aus sedimentären und vulkanischen Gesteinen: Polierschifer, vulkanische Asche (Tuffe, Tuffite), in Hangenden 0,35 – 0,50 m mä; Kohleflöz; Verfaltungen durch Rutschungen tektonischen Ursprungs                                                                                          | FND          |
| Stolleberg |                | 52        | Seifhennersdorf Stolleberg (?) | Östliche Oberlausitz, Lausitz-Riesengebirgsscholle Aufschluss Rest einer Basaltdecke; ehemaliger Steinbruch mit anstehendem Nephelinbasanit; porphyrische Struktur;hier sind Basaltsäulen in konzenrtrisch-schalige Kugeln aufgelöst | FND          |
| Der neue Steinbruch am Windmühlenberg                                                                                                   |                | 51        | Seifhennersdorf 300 m nördlich Seifhennersdorf, östlich des Windmühlenberges | Oberlausitzer Bergland, Lausitz-Riesengebirgsscholle Aufschluss, aufgelassener Steinbruch Phonolith (westöstlich verlaufender, 2 km langer Höhenzug); Deckenerguß; Gestein grau bis grünlichgraue Farbe; grobe Säulenbildung (Dicke: 0,3 – 1,5 m), Säulen steilstehend oder etwas geneigt | FND          |
| Der alte Steinbruch am Windmühlenberg (Windmühlenberg)                                                                                  |                | 53        | Seifhennersdorf 150 m nördlich Seifhennersdorf | Oberlausitzer Bergland, Lausitz-Riesengebirgsscholle Aufschluss, Steinbruch 400 m hoher und 2 km langer, westöstlich verlaufender Höhenzug; Deckenerguß mit groben Säulen; Phonolith von grauer bis olivgrüne Farbe (Sanidin, Alkalifeldspat, Nephelin) | FND          |
| Cacusfelsen |                | 837       | Vierkirchen, Arnsdorf 900 m östlich Arnsdorf | Oberlausitzer Heide- und Teichgebiet, Lausitz-Riesengebirgsscholle Aufschluss Mittelkörniger Biotitgranodiorit; Anatexis präkambrischer Metagrauwacken unter „high T – low p“- Bedingungen innerhalb der Kruste | unbekannt    |
| Pollers Loch (Steinbruch Heideberg) |                | 860       | Vierkirchen, Arnsdorf 1 km westlich Arnsdorf-Hilbersdorf; Vierkirchen, OT Arnsdorf-Hilbersdorf, nordöstlich Döbschütz; zZwischen der Siedlung Heideberg und der Gemeinde Arnsdorf („Tiefer Bruch“, „Neuer Bruch“, „Alter Bruch“)  | Östliche Oberlausitz, Lausitz-Riesengebirgsscholle Aufschluss, Steinbruch Steinbruch im Königshainer Königshainer Stockgranit; mittelkörnig und grauweiß mit schwarzen Einsprengungen; Absonderung in regelmäßigen flachen Bänken von 0,5 – 5,0 m Dicke; sehr große stichfreie Blöcke; begehrter Natur- und Werkstein                                                                                       | FND          |
| Steinbruch Arnsdorf | weitere Bilder | 1170      | Vierkirchen, Arnsdorf 1,2 km östlich von Döbschütz, etwa 1 km östlich der Verbindungsstraße Reichenbach – Niesky | Östliche Oberlausitz, Lausitz-Riesengebirgsscholle Aufschluss, Steinbruch Steinbruch am Nordosthang des Granithöhenrückens (Heideberg – Mengelsdorf); mittel- bis grobkörnig und gelblichgraues Gestein hoher Festigkeit; Stillegung nach dem 2. Weltkrieg | unbekannt    |
| Steinbruch Hilbersdorf |                | 1169      | Reichenbach, Hilbersdorf b. Königshain 500 m südwestlich von Hilbersdorf, unmittelbar südlich der Zigeunerhöhle; am Nordosthang des sich vom Ortsteil Heideberg bis in die Gegend von Mengelsdorf hinziehenden Granithöhenrückens | Östliche Oberlausitz, Lausitz-Riesengebirgsscholle Aufschluss, Steinbruch Steinbruch im Höhenrücken dea Königshainer Stockgranites; gleichmäßig mittelkörnig; vereinzelt Nebengesteinseinschlüsse; gut ausgebildete Lagertklüfte ermöglichen bankige Absonderung; 1 – 2 m³ große Blöcke | unbekannt    |
| Kiesgrube Jänkendorf |                | 843       | Waldhufen, Jänkendorf südöstlich Heinrichshof, 1 km südlich Wilhelminenthal | Oberlausitzer Heide- und Teichgebiet, Lausitz-Riesengebirgsscholle Aufschluss, Kiesgrube Kiesgrube mit 3 – 4 m mächtigen elsterglazialen Flußschottern des Weißen Schöps; tektonisch gestört; gelbbraune bis braune, zum Teil dunkelbraune bis schwarze Kiese; bogig schräggeschichtet, Schüttung erfolgte nach Westsüdwest                                                                                 | unbekannt    |
| Quarzgang Thiemendorf |                | 839       | Waldhufen, Thiemendorf b. Niesky Westlicher Ortsrand Thiemendorf | Oberlausitzer Heide- und Teichgebiet, Lausitz-Riesengebirgsscholle Aufschluss Bedeutendster Quarzgang im Königshainer Stockgranit; Westnordwest-Ostsüdost-Erstreckung von 2,5 km und durchschnittliche Mächtigkeit 15 m; nur wenig aufgeschlossen, meist als verstreute Quarzblöcke; dichter, massiger Quarz, milchig weiß, meist jedoch rosarot                                                            | unbekannt    |
| Muskauer Faltenbogen |                | 900       | Weißwasser/O.L., Bad Muskau 1,4 km südwestlich der westlich von Krauschwitz befindlichen Kreuzung B 156 / B 115 | Muskauer Heide, Lausitz-Riesengebirgsscholle Relief / Landschaft Muskauer Faltenbogen | unbekannt    |
| Friedrichs Steinbruch |                | 923       | Zittau, Dittelsdorf Auf der Steinberg nordwestlich Dittelsdorf, 500 m nördlich (Viehbig) | Östliche Oberlausitz, Lausitz-Riesengebirgsscholle Aufschluss, Steinbruch Kleiner Steinbruch mit anstehendem Nephelinbasanit; hornblendefreie Basalte dunkelgrünlicher Farbe | unbekannt    |
| Steinberg (Queißers Steinbruch; Pradel)                                                                                                 |                | 927       | Zittau, Dittelsdorf 500 m nordöstlich Wittgendorf, 200 m östlich der Straße Wittgendorf-Burkersdorf | Östliche Oberlausitz, Lausitz-Riesengebirgsscholle Aufschluss, Steinbruch Basaltsteinbruch (Nephelinbasanit) Pradel; hornblendefreie Basalte dunkelgrünlicher Farbe | FND          |
| Tongrube Hartau |                | 605       | Zittau, Hartau 500 m südlich Zittau, 800 m nordwestlich Hartau, unterhalb der Gabelung zweier Straßen an drei Linden | Östliche Oberlausitz, Lausitz-Riesengebirgsscholle Aufschluss, aufgelassene Tongrube Ablagerungen der Zittauer Braunkohlenbeckens; Zittauer Folge C; reiche Makroflora und Stubbenhorizont (Stubben v. Hartau) in Tongrube, Tone weiß, hell-dunkelbraun; zäh und plastisch, teilweise sandig; Tone bis 7,5 m mächtig                                                                                        | unbekannt    |
| Adamstein |                | 937       | Zittau, Hirschfelde 150 m nördlich Rosenthal, 200 m westlich des Neißeufers, im Neißetal | Östliche Oberlausitz, Lausitz-Riesengebirgsscholle Aufschluss Variszischer Magmatit; Druckzone im Rumburger Granit mit Gangquarz; gleichmäßig grobkörniger Granit, geflasert und mit Quarzgängen durchsetzt; am Adamstein größeres Vorkommen von Gangquarz | unbekannt    |
| Granitsteinbruch Rosenthal |                | 21        | Zittau, Hirschfelde 900 m nördlich Hirschfelde, westlich der Straße Hirschfelde-Schlegel (B 99) | Östliche Oberlausitz, Lausitz-Riesengebirgsscholle Aufschluss, aufgelassener Steinbruch Im Gebiet Rosenthal ist der Rumburger Granit in gleichmäßig grobkörnig-porphyrischer Varietät; Granit stark tektonisch beansprucht; starke Zunahme der Quarzanteile gegenüber Feldspäten; im Gegensatz zum Lausitzer Granit keine Sedimentgesteine; Einschlüsse                                                     | FND          |
| Kemmlitzbachtal |                | 902       | Zittau, Hirschfelde Zwischen Schlegel und Dittelsdorf, westlich deren Verbindungsstraße und des Kemmlitzbaches | Östliche Oberlausitz, Lausitz-Riesengebirgsscholle Aufschluss Gleichmäßig-grobkörniger Granit mit tektonisch beanspruchten Rutschklüften und Mylonitzonen; ohne Einschlüsse von Sedimentgesteinen | unbekannt    |
| Schülerbusch (Schülerberg; Phonolith von Zittau-Pethau)                                                                                 |                | 598       | Zittau, Pethau 700 m südlich Mittelherwigsdorf, 500 m westlich der B 96 | Östliche Oberlausitz, Lausitz-Riesengebirgsscholle Aufschluss, Steinbruch? Zusammenhängende Phonolithdecke mit Einfallen 5 – 10 ° nach Osten; mächtige, senkrechtstehende Säulen; 10 bis 35 m lang; indrei3 Steinbrüchen aufgeschlossen; Gesteinsfarbe grau bis grünlichgrau; trachytoider Phonolith (sanidinreich); porphyrische Struktur                                                                  | ND           |
| (Oberer) Buchberg |                | 926       | Zittau, Wittgendorf b. Zittau Auf dem Buchberg, 1,5 km nördlich Wittgendorf und 600 m westl. der Verbindungsstraße Wittgendorf-Burkersdorf                                                                                        | Östliche Oberlausitz, Lausitz-Riesengebirgsscholle Aufschluss, Steinbruch Kleiner Steinbruch mit glasführendem Feldspatbasalt als nördlichster Ausläufer der Zittauer Eruptivgebietes | FND          |
| Stubben eines tertiären Mammutbaumes |                | 60, 727   | Aufgestellt am Zittauer Johanneum | Östliche Oberlausitz, Lausitz-Riesengebirgsscholle Aufschluss Inkohlter Baumstubben aus Hangendschichten der Zittauer Folge C der Hartauer Tongrube, aufgestellt am Zittauer Johanneum; Mammutbaum; 4 m hoch , 5 Tonnen schwer und Durchmeser 2 m | ND           |
| Zigeunerberg |                | 905       | Oybin, Zittau 1,5 km nordöstlich Luftkurort Lückendorf | Zittauer Gebirge, Elbezone Aufschluss, einzelner Felsen Sehr harter (verkieselter?) Kreidesandstein als Folge der knapp 500 m im Norden vorbeistreichenden Lausitzer Störung: glatte Flächen (Harnische) beweisen tektonische Bewegungen | unbekannt    |
| Basaltbruch Heideberg |                | 911       | Zittau am Nord-Abhang der Heideberges, südwestlich der Militärschießstände, Luftlinie zwischen Luftkurort Lückendorf und Eichgraben                                                                                               | Östliche Oberlausitz, Lausitz-Riesengebirgsscholle Aufschluss Kleiner Basaltbruch mit anstehendem Nephelinbasalt; kleine stockförmige Ausbldung mit zum Teil konvergierenden Basaltsäulen; in Grundmasse reichlich Nephelin | unbekannt    |